# Der Ausflug ins Gebirge
Der Ausflug ins Gebirge ist ein kleines Stück in Form eines Monologes von Franz Kafka, das 1913 im Rahmen des Sammelbandes Betrachtung erschien.

## Inhalt
Das zentrale Wort dieser kurzen Ansprache lautet „niemand“. Erst beklagt sich der Sprecher, dass niemand kommt und niemand ihm helfen will, aber auch niemand hat etwas Böses getan. Dann stellt er sich eine Gesellschaft von Niemanden vor, die wie eine fröhliche Gemeinschaft von Freunden einen Ausflug ins Gebirge macht.

## Textanalyse und Deutungsansatz
Solange niemand kommt und niemand helfen will, fühlt sich der Sprecher offensichtlich bedauernswert und resigniert. Denn er spricht das mit einer Stimme ohne Klang, also einer Stimme, die niemand erreicht. Die Aussage, dass er niemandem etwas Böses getan hat und auch niemand ihm, erscheint neutral. Die Vorstellung, mit lauter Niemanden ein schönes Erlebnis, wie einen Ausflug ins Gebirge, zu teilen, macht ihn frohgestimmt. Er braucht andere anscheinend nur in unterlegenen Situationen, in denen man ihm helfen soll. Will er schöne Momente gar nicht mit anderen, also mit niemandem, teilen? Es mag wohl auch ein enttäuschtes und trotziges „ich brauche niemand“ aus ihm sprechen.
Der Begriff „niemand“, der zu Beginn noch in der normalen Bedeutung von „Abwesenheit von anderen“ erscheint, verwandelt sich. In der Imagination des Sprechers werden daraus sozusagen personifizierte anonyme Nichtanwesende, die ihm ausdrücklich willkommen sind. Die Darstellung der Niemande drückt Bewegung und große Geselligkeit, Nähe, auch in körperlicher Hinsicht, und am Schluss ein Befreiungsgefühl aus. Die hier empfundene Euphorie lässt aber auch das offensichtliche Defizit des Sprechers im Umgang mit realen Personen erahnen.
Die Ambivalenz zwischenmenschlicher Nähe oder Abgrenzung wird insbesondere in den früheren Werken Kafkas, wie etwa in Beschreibung eines Kampfes thematisiert. Der positiv befreiende Ausklang des vorliegenden kleinen Werkes ist für Kafka eher atypisch, bezeichnenderweise hat niemand (außer der Vorstellungswelt des Sprechers) daran Anteil.

## Ausgaben
- Franz Kafka: Sämtliche Erzählungen. Herausgegeben von Paul Raabe. Frankfurt am Main und Hamburg: Fischer Taschenbuch Verlag, 1970. ISBN 3-596-21078-X.
- Franz Kafka: Die Erzählungen. Originalfassung. Herausgegeben von Roger Hermes. Fischer Verlag, 1997, ISBN 3-596-13270-3.
- Franz Kafka: Drucke zu Lebzeiten. Herausgegeben von Wolf Kittler, Hans-Gerd Koch und Gerhard Neumann. Fischer Verlag, Frankfurt/Main 1996, ISBN 3-10-038152-1, S. 20.

## Sekundärliteratur
- Peter-André Alt: Franz  Kafka: Der ewige Sohn. Verlag C.H. Beck, München 2005, ISBN 3-406-53441-4.